# Steve Coast
Steve Coast (vero nome Stephen; 20 dicembre 1980) è un ingegnere britannico, fondatore del progetto OpenStreetMap (OSM) nel luglio 2004 e successivamente dell'azienda CloudMade.

## Biografia
Steve comincia la sua attività da sviluppatore presso la Wolfram Research per poi abbandonarla in favore degli studi in informatica presso lo University College di Londra (UCL).
Nel 2006, assieme a Nick Black, fonda l'azienda di consulenza in informatica ZXV Ltd.
Nel 2008 l'azienda cambia il proprio nome in CloudMade grazie al finanziamento di Nikolaj Nyholm e della Sunstone Capital.
Lo scopo di Cloudmade è quello di produrre API, mappe e servizi geografici sulla base dei dati di OpenStreetMap.
Nell'ottobre 2010 Steve si dimette dalla CloudMade, ma ne rimane comunque un azionista.
Nel novembre 2010 annuncia dal suo blog di aver accettato la posizione, offertagli da Microsoft, di Principal Architect per Bing Mobile, convincendo poi Microsoft a concedere il permesso di ricalcare le foto aree georiferite di BING agli utenti OpenStreetMap
Molti utenti del mondo dell'open source e del free software non hanno apprezzato il passaggio a Microsoft di Steve Coast ed hanno visto in questo problemi per il futuro delle mappe libere del progetto OpenStreetMap.
Steve Coast in questo momento riveste il doppio ruolo di lavoratore presso la Microsoft (Bing Mobile) e membro della OSM Foundation.
Il 3 settembre 2013 Steve Coast ha annunciato sul suo blog che ha iniziato a lavorare per l'impresa Telenav al fine di integrare OSM nel navigatore Scout.
Oggi Steve Coast è presidente onorario della Fondazione OpenStreetMap.